# Bleekneusje
Bleekneusje was de term die tussen 1883 en 1970 gebruikt werd voor een kind dat door de gevolgen van armoede, ondervoeding, tuberculose of andere gezondheidsproblemen in een vakantie- of gezondheidskolonie werd gehuisvest om lichamelijk aan te sterken en ook psychisch meer op krachten te komen.

## Tweede Wereldoorlog

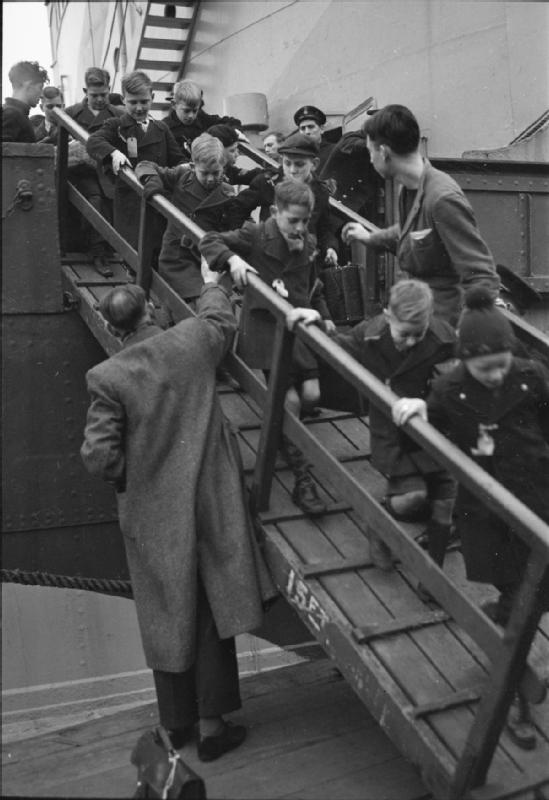
Nederlandse kinderen arriveren in 1945 per schip in Tilbury (Groot-Brittannië)

Veel Nederlandse kinderen die ondervoed waren geraakt in de hongerwinter werden aan het eind van de Tweede Wereldoorlog en daarna in binnenlandse en ook buitenlandse vakantiekolonies en gastgezinnen ondergebracht om aan te sterken. In de periode 1945/46 werden via de Nationale Commissie tot Uitzending van Nederlandsche kinderen enkele tienduizenden kinderen uit de grote steden ondergebracht bij Nederlandse pleeggezinnen. Daarnaast kwamen er 30.000 in aanmerking voor tijdelijk verblijf in het buitenland. Van die laatste gingen er 9500 naar Zwitserland, 9300 naar Groot-Brittannië, 6000 naar Denemarken, 3200 naar België, 2400 naar Zweden en 350 naar Frankrijk.
In 1959 hield de omroep AVRO een grote inzamelingsactie voor gezondheidskolonies met de naam: Alles op een kaart. De VARA hield jaarlijks een speelgoedactie om tehuizen van speelgoed te voorzien.

## Vakantiekoloniehuizen in Nederland
- In de provincie Friesland was er op Vlieland het tehuis ‘t Vlie, in Rijs het tehuis Mooi Gaasterland en op Schiermonnikoog de tehuizen St.Egbert en Elim.
- In de provincie Drenthe was er in Hoogeveen het tehuis Noorderhuis en in Rolde het tehuis ’t Ruige Veld.
- In de provincie Gelderland waren er 23 tehuizen.
- In de provincie Utrecht waren er 15 tehuizen.
- In de provincie Noord-Holland waren er 24 tehuizen, voornamelijk gelegen aan zee.
- In de provincie Zuid-Holland was er in Hoek van Holland het tehuis R.K. Koloniehuis en in Katwijk aan Zee het kleuterkoloniehuis. In Oostvoorne waren er 3: Ons Genoegen, naar Buiten en Agathahuis, en in Ter Heijde het tehuis met dezelfde naam als de plaatsnaam.
- In de provincie Zeeland was er in Domburg het tehuis met de naam: Zonneveld
- In de provincie Noord-Brabant waren er 10 tehuizen
- In de provincie Limburg was er in Bunde het tehuis Overbunde en in Venlo het tehuis Mgr.Mutsaersoord.

In 1970 werd er in de Staatscourant een artikel gepubliceerd aan welke voorwaarden een medisch kindertehuis moest voldoen om voor de AWBZ in aanmerking te kunnen komen. Slechts 13 tehuizen kregen uiteindelijk toestemming om te blijven bestaan.
In 1998 was er in het Nederlands Openluchtmuseum in Arnhem een tentoonstelling met de titel: Alle bleekneuzen naar buiten.